# لين بانكس
لين بانكس (بالإنجليزية: Linn Banks)‏ هو محامي وضابط وسياسي أمريكي، ولد في 23 يناير 1784 في الولايات المتحدة، وتوفي في 13 يناير 1842. حزبياً، نشط في الحزب الديمقراطي. وقد انتخب عضو مجلس نواب الولايات المتحدة عن ولاية فرجينيا وانتخب عضو مجلس النواب الأمريكي.